# Jouko Grip
Jouko Grip (Pälkäne, 10 de enero de 1949) es un deportista finlandés  que compitió en esquí de fondo adaptado, biatlón adaptado y atletismo adaptado. Ganó quince medallas en los Juegos Paralímpicos de Invierno entre los años 1980 y 1994, y dos medallas en los Juegos Paralímpicos de Verano de 1984.

## Palmarés internacional
| Juegos Paralímpicos | Juegos Paralímpicos   | Juegos Paralímpicos | Juegos Paralímpicos         |
| Año                 | Lugar                 | Medalla             | Prueba                      |
| ------------------- | --------------------- | ------------------- | --------------------------- |
| 1980                | Geilo (Noruega)       | Medalla de oro      | 5 km distancia corta 3A     |
| 1980                | Geilo (Noruega)       | Medalla de oro      | 10 km distancia media 3A    |
| 1980                | Geilo (Noruega)       | Medalla de oro      | 4 × 5 km 3A-3B              |
| 1984                | Innsbruck (Austria)   | Medalla de oro      | 10 km distancia corta LW6/8 |
| 1984                | Innsbruck (Austria)   | Medalla de oro      | 20 km distancia media LW6/8 |
| 1984                | Innsbruck (Austria)   | Medalla de oro      | 4 × 5 km LW2-9              |
| 1988                | Innsbruck (Austria)   | Medalla de plata    | 10 km distancia corta LW6/8 |
| 1988                | Innsbruck (Austria)   | Medalla de plata    | 20 km distancia larga LW6/8 |
| 1988                | Innsbruck (Austria)   | Medalla de plata    | 4 × 5 km LW2-9              |
| 1992                | Albertville (Francia) | Medalla de oro      | 20 km distancia larga LW6/8 |
| 1992                | Albertville (Francia) | Medalla de plata    | 5 km distancia corta LW6/8  |
| 1994                | Lillehammer (Noruega) | Medalla de oro      | 5 km LW6/8                  |
| 1994                | Lillehammer (Noruega) | Medalla de plata    | 20 km LW6/8                 |

| Juegos Paralímpicos | Juegos Paralímpicos   | Juegos Paralímpicos | Juegos Paralímpicos |
| Año                 | Lugar                 | Medalla             | Prueba              |
| ------------------- | --------------------- | ------------------- | ------------------- |
| 1988                | Innsbruck (Austria)   | Medalla de oro      | 7,5 km LW6/8        |
| 1992                | Albertville (Francia) | Medalla de oro      | 7,5 km LW6/8        |

| Juegos Paralímpicos | Juegos Paralímpicos                                        | Juegos Paralímpicos | Juegos Paralímpicos |
| Año                 | Lugar                                                      | Medalla             | Prueba              |
| ------------------- | ---------------------------------------------------------- | ------------------- | ------------------- |
| 1984                | Nueva York (Estados Unidos) Stoke Mandeville (Reino Unido) | Medalla de oro      | 400 m L6            |
| 1984                | Nueva York (Estados Unidos) Stoke Mandeville (Reino Unido) | Medalla de oro      | 1500 m L6           |